# Balaenoptera ricei
A baleia de Rice (Balaenoptera ricei) foi reconhecida em 2021 como uma nova espécie, genética e morfologicamente distinta de outras baleias de Bryde. É a única baleia de barbas residente durante todo o ano no nordeste do Golfo do México. Com uma população estimada de apenas 51 indivíduos, é uma das baleias de barbas mais ameaçadas do mundo. As baleias de Rice são encontradas principalmente entre 100 e 400 metros de profundidade. A maioria dos avistamentos ocorre na área do desfiladeiro submarino “De Soto Canyon”, mas foi registado um avistamento no oeste do Golfo do México por cientistas do "National Marine Fisheries Service" (NMFS), conhecido como NOAA .

## Etimologia
O nome específico “ricei” é uma homenagem ao reconhecido cetologista americano Dale W. Rice (1930–2017), que teve uma distinta carreira na ciência dos mamíferos marinhos. Publicou “Marine Mammals of the World: Systematic and Distribution” (Rice, 1998), com a primeira revisão mundial da sistemática e distribuição de todas as espécies de mamíferos marinhos.  
Dale Rice reconheceu cientificamente pela primeira vez em 1965 a baleia de Rice como parte de uma população de baleias de Bryde no Golfo do México.

## História
Em 2003, uma baleia juvenil semelhante à baleia de Bryde deu à costa na Carolina do Norte e 6 anos mais tarde, na costa do Golfo da Flórida foi registado o encalhamento de um indivíduo semelhante a este. A necropsia e a preservação destes indivíduos permitiram em 2019, comparar e identificar diferenças morfológicas do crânio entre estes espécimes e a baleia de Bryde. Subsequentemente, cientistas realizaram análises genéticas das células do crânio da baleia da Carolina do Norte e de uma baleia encontrada na costa do Louisiana em 1954. Resultados revelaram elevadas divergências genéticas, confirmando que eram baleias distintas de todas as outras espécies de baleias de Bryde. Findo as investigações, é publicada em 2021 uma descrição científica que identificava a baleia de Rice como uma espécie independente, a Balaenoptera ricei.

## Características Morfológicas
As baleias de Rice têm menor dimensão que as baleias de Sei. Dentro do grupo das baleias de barbas têm médio porte, crescendo até 12,65 metros em comprimento e com peso entre os 13,87 e as 27,2 toneladas.  
Em conjunto com as baleias de Bryde são distintas de outros balenopterídeos pela presença de três cristas proeminentes na frente do espiráculo, embora esta característica possa ser de difícil observação no mar. Apresentam um corpo aerodinâmico, uniformemente cinza-escuro com coloração pálida a rosa na região ventral. As barbatanas peitorais são delgadas e pontiagudas e a barbatana dorsal, localizada a cerca de dois terços do corpo, é fortemente curvada. 
A cabeça integra cerca de um quarto do comprimento total do corpo e a cavidade bocal é composta por barbas responsáveis pela filtração de água essencial à captura das presas. Esta captura é ainda facilitada e aumentada pelas 44 a 54 pregas ventrais que se expandem aquando da ingestão de água.

## Comportamento

### Alimentação

Animação representativa do mergulho vertical diurno

O seu comportamento alimentar é ainda pouco conhecido. Porém existem evidências que, ao contrário das baleias de Bryde que se alimentam de peixes pelágicos, as baleias de Rice alimentam-se no fundo do mar ou perto dele. 
Um estudo de 2015 demonstrou através da marcação de uma baleia de Rice o padrão de mergulho vertical diurno. Durante o dia a baleia passou a maior parte do tempo em profundidade (até 271 m) onde foi detetada a sua alimentação. Sem evidências dos organismos ingeridos, supõe-se que estas se possam alimentar de peixe-lanterna e peixe-borboleta comuns desta área.

### Vocalização
As baleias de barbas normalmente produzem uma variedade de sons altamente estereotipados e de baixa frequência. Com um repertório vocal único, as baleias de Rice distinguem-se da sua superfamília. Três tipos de vocalização são conhecidos para esta espécie, tendo a cada um dos 22 chamamentos por dia uma média de 8,2 sons por hora.
Os cientistas do NOAA Fisheries têm vindo a aplicar técnicas de acústica no sentido de avançar no conhecimento do comportamento desta espécie. Esperando ser possível identificar futuramente a espécie pelo seu conjunto de vocalizações.

### Reprodução
Com base na reprodução das baleias de Bryde estima-se que as baleias de Rice atinjam a maturidade sexual por volta dos 9 anos e que se reproduzam a cada dois a três anos. O período de gestação deverá rondar os 10 a 12 meses tendo à posteriori um período de lactação com duração máxima de 12 meses.

## Distribuição Geográfica
Esta espécie habita as águas marinhas do nordeste do Golfo do México, ao longo da plataforma continental aproximadamente entre os 100 e os 400 metros de profundidade. No entanto foi avistada uma única baleia de Rice na costa do Texas, tendo sugerido que a sua distribuição poderá incluir ocasionalmente águas de outras partes do Golfo do México. 
As águas a sul e a oeste do Golfo do México têm vindo a ser estudadas por equipas de investigadores para determinar com que frequência esta espécie pode ocorrer e se há um padrão migratório associado. Tem vindo a ser notório a sua preferência por águas tropicais mais quentes com deslocações de curta distância, permanecendo todo o ano no Golfo do México.

## Conservação

### Estado

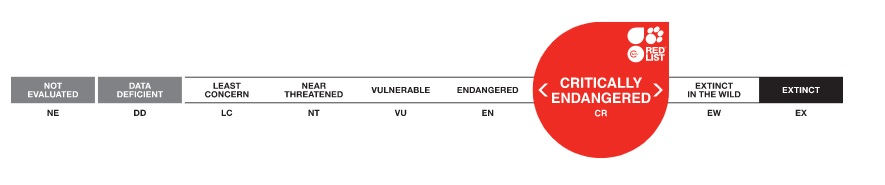
Classificação da Balaenoptera ricei como Criticamente em Perigo

Como todos os mamíferos marinhos, a baleia de Rice é protegida pela Lei de Proteção de Mamíferos Marinhos. Aquando da revisão abrangente da "Endangered Species Act" (ESA), concluída em 2016, a equipa de cientistas responsáveis concluiu que provavelmente havia menos de 100 baleias de Rice em todo o Golfo, com 50 ou menos indivíduos adultos. No entanto as pesquisas mais recentes da NOAA Fisheries, entre 2017 e 2018, estimaram uma abundância de aproximadamente 50 indivíduos da espécie Balaenoptera ricei no nordeste do Golfo do México.
Mais recentemente, em 2021, esta espécie foi avaliada para a Lista Vermelha de Espécies Ameaçadas da IUCN, tendo sido classificada como Criticamente em Perigo sob os critérios D.

### Ameaças
Com um tamanho populacional muito pequeno e uma distribuição geográfica limitada, a baleia de Rice apresenta uma maior vulnerabilidade à endogamia, a mudanças ambientais, com possível perda de habitat, e a uma diminuição da resistência a doenças. Outras ameaças significativas são as pressões antropogénicas, tais como: exploração e desenvolvimento de energia, derrames de óleo, colisões com embarcações, ruído subaquático, detritos oceânicos, aquacultura e emaranhamento em equipamentos de pesca. Como consequência destes possíveis eventos catastróficos, a perda de um único indivíduo pode impedir a recuperação da população.
O norte do Golfo do México é conhecido por um grande tráfego de embarcações, onde várias rotas de navegação comercial cruzam o habitat das baleias de Rice. Este pode aumentar o risco de abalroamento de baleias provocando ferimentos ou mesmo a sua morte. Em 2009, uma fêmea foi encontrada morta em Tampa Bay, resultado de um embate com uma embarcação.
O tráfego marítimo e as atividades de exploração e desenvolvimento de energia, como pesquisas de canhão de ar para encontrar campos de petróleo e gás, criam ruído de baixa frequência, que se sobrepõe ao alcance auditivo das baleias. É provável que estas espécies dependam da sua audição para realizar funções críticas da vida, como comunicação, navegação, encontrar um parceiro, localizar presas e evitar predadores. Como resultado do incremento dos níveis de ruído oceânico há degradação do habitat e destabilização destas funções vitais, que consequentemente provocam efeitos físicos e comportamentais adversos para as baleias de Rice.
Além disto, tal como todas as grandes espécies de baleias, as de Rice podem ficar presas em equipamentos de pesca ou ingerir objetos presentes na coluna de água que eventualmente resultam em ferimentos graves ou até mesmo na morte.